# آي أو إس 14
آي أو إس 14 (بالإنجليزية: IOS 14) هو الإصدار الرابع عشر من إصدارات الآي أو إس لشركة أبل الأمريكية. تم الإعلان عنه في مؤتمر آبل العالمي للمطورين, في 22 يونيو 2020 كخلف لنظام آي أو إس 13. و تم طرحه رسميًا للجمهور في 16 سبتمبر 2020.

## الأجهزة المدعومة
جميع الأجهزة التي تدعم آي أو إس 13 تدعم أيضًا آي أو إس 14.

### آيفون
- آيفون 6 إس
- آيفون 6 إس بلس
- آيفون إس إي
- آيفون 7
- آيفون 7 بلس
- آيفون 8
- آيفون 8 بلس
- آيفون X
- آيفون XS
- آيفون XR
- آيفون 11
- آيفون 11 برو
- آيفون 11 برو ماكس
- آيفون إس إي (2020)

### آي بود تاتش
آي بود 7